# Tkanka wzmacniająca

5 - pierścień sklerenchymy wzmacniający łodygę

Tkanka wzmacniająca – ogólna nazwa tkanek roślinnych, zapewniających roślinom odporność na zginanie, rozciąganie oraz umożliwiających zachowanie kształtu organom. Tkanki wzmacniające są przystosowane do obciążeń mechanicznych występujących w środowisku lądowym. Ich komórki mają zgrubiałe ściany, a ich odpowiednie rozmieszczenie w roślinie gwarantuje wytrzymałość na czynniki dynamiczne (np. wiatr), a także statyczne (np. masa liści czy owoców). Tkanki wzmacniające tworzą układ wzmacniający.
Do tkanek wzmacniających należą twardzica (sklerenchyma) i zwarcica (kolenchyma) oraz zdrewniała część ksylemu. W organach tkanki wzmacniające występują w postaci wiązek. Przestrzeń pomiędzy wiązkami wypełniona jest miękiszem. W łodydze wiązki znajdują się blisko zewnętrznej powierzchni. Ich rozkład może być różny w zależności od gatunku. Pierwszy typ polega na całkowitym lub częściowym otoczeniu wiązek łykodrzewnych przez sklerenchymę. Większość masy sklerenchymy znajduje się po zewnętrznej stronie tych wiązek, nie sięgając jednak epidermy. W drugim typie budowy wiązki łykodrzewne okryte sklerenchymą stykają się z epidermą. Trzeci typ układu elementów wzmacniających, jest najbardziej wytrzymały. Sklerenchyma w takich łodygach znajduje się na całym obwodzie łodygi. Taki układ jest typowy dla traw. W podobny sposób rozłożone są w łodydze pasma kolenchymy. Leżą one bezpośrednio pod epidermą, tworząc pierścień lub są rozdzielone pasmami tkanki asymilacyjnej. W liściach wiązki sklerenchymy występują w pobliżu górnej i dolnej powierzchni.
Kolenchyma zbudowana jest z komórek żywych, które mogą, ale nie muszą, posiadać chloroplastów. Ściana komórkowa posiada wzmocnienia celulozowo – pektynowe usytuowane w zależności od rodzaju kolenchymy. Kolenchyma kątowa posiada zgrubienia w kątach komórek, płatowa zaś pomiędzy jedną a drugą warstwą komórek. Wzmocnienia z tej tkanki występują tylko w organach nadziemnych i mają postać wiązek lub pierścienia.
Sklerenchyma zbudowana jest z komórek martwych, inkrustowanych ligniną. Włókna sklerenchymatyczne mają postać wydłużoną, natomiast komórki kamienne, inaczej zwane sklereidami, mogą być kuliste (takie graniaste komórki kamienne występują na przykład w owocu gruszy).